# Thornburghiella
Thornburghiella is een muggengeslacht uit de familie van de motmuggen (Psychodidae).

## Soorten
- T. albitarsis (Banks, 1895)
- T. bessophila (Quate, 1955)
- T. bipunctata (Kincaid, 1899)
- T. biramus (Quate, 1955)
- T. carolina (Banks, 1931)
- T. clavata Vaillant, 1973
- T. elbana (Sara, 1958)
- T. furcata (Vaillant, 1973)
- T. kincaidi (Quate, 1955)
- T. marginalis (Banks, 1894)
- T. masterelli (Wagner, 1984)
- T. quezeli (Vaillant, 1955)
- T. recurrens (Vaillant, 1973)